# 越南国家会议中心
21°0′22″N 105°47′13″E / 21.00611°N 105.78694°E
越南国家会议中心（越南语：／）位于越南首都河内市慈廉县的一座会议和展览中心，它位于范雄大道。由GMP德国建筑事务所设计。

## 简介
2004年到2006年间,由建筑师Meinhard von Gerkan设计,整个中心占地65000平方米。
整个中心有两座会议大厅,其所有权属于越南建设部。

## 举办活动
- 2010年10月,这里曾举办第17届东南亚国家联盟（东盟）首脑会议。
- 2011年1月，越南共产党第十一次全国代表大会也在这里举行。
- 2016年5月24日，正在越南访问的美国总统奥巴马在此发表演讲。[2]
- 2022年的东南亚运动会电子竞技项目将在这里进行